# Hitman: Blood Money
Hitman: Blood Money ist ein Stealth-Computerspiel des dänischen Entwicklers IO Interactive und vierter Teil der Hitman-Serie. In Europa wurde das Spiel vom Publisher Eidos Interactive am 26. Mai 2006 für Microsoft Windows, PlayStation 2, Xbox und Xbox 360 veröffentlicht. Es ist der Nachfolger des 2004 erschienenen Titels Hitman: Contracts.
Hauptfigur des Spiels ist Agent 47, ein genmanipulierter Attentäter, der als Auftragskiller für die International Contract Agency (ICA) arbeitet. Im Verlauf der Geschichte sieht sich die ICA den Angriffen einer mächtigen, rivalisierenden Gruppe, The Franchise, ausgesetzt, die nach und nach alle verfügbaren Agenten eliminiert, Jagd auf Agent 47 macht und die ICA in die Knie zwingt.
Das Spiel wurde von der Fachpresse positiv bewertet und war ein kommerzieller Erfolg, bis Ende Juni 2006 wurden fast 1,4 Millionen Exemplare verkauft. Der Nachfolger Hitman: Absolution erschien 2012.

## Gameplay
Die Missionen in Hitman: Blood Money führen den Spieler in unterschiedliche Teile der Welt. Neben Aufträgen in Europa und Südamerika, spielt ein Großteil der Geschichte in den Vereinigten Staaten. Ziel in jeder Mission ist die Eliminierung eines oder mehrerer Ziele. Zum Teil gibt es in den Missionen noch weitere Aufträge, wie beispielsweise das Beschaffen von Informationen.
Nach abgeschlossener Mission wird der Spielstil eingestuft und es wird davon eine Bewertung abgeleitet. Die Höchstwertung des Spiels, Lautloser Killer (englisch Silent Assassin), wird nur vergeben, wenn man den Auftrag ohne Fehler erledigt hat, dazu gehört beispielsweise, dass es bei der Eliminierung der Zielperson keine Zeugen gab und, dass einzig die Zielpersonen ausgeschaltet wurde und es keine anderen Opfer gibt. Die Geschehnisse des vorherigen Auftrages werden in Form der Titelseite einer Tageszeitung zusammengefasst. Der dynamisch generierte Aufmacher beschreibt den Tod des Missionsziels und gibt weitere Details an, etwa die die Anzahl der abgefeuerten Schüsse oder die der getöteten Zivilisten. Zusätzlich wird ein Phantombild gezeigt, das, je höher der Bekanntheitsgrad ist, desto genauer dem Aussehen von Agent 47 entspricht.
Zum Ausschalten von Gegnern stehen dem Spieler eine Vielzahl an Waffen zur Verfügung. Neben einer Auswahl an unterschiedlichen Schusswaffen, kommen Wurf- und Nahkampfwaffen zum Einsatz. Markenzeichen von Agent 47 ist die Klaviersaite zum lautlosen Strangulieren von Gegnern. Zusätzlich können andere Personen mit Gift- und Betäubungsspritzen ausgeschaltet werden. Die Tötungen von Zielpersonen können als Unfälle verschleiert werden, so lassen sich Kronleuchter zum Herabstürzen auf Ziele bringen, Personen über Brüstungen stoßen oder Einrichtungen wie Gasherde manipulieren, sodass sie explodieren. Bewusstlos geschlagene oder tote Personen können in Kisten oder Schränken versteckt werden. Befindet sich kein Körper in diesen Verstecken bzw. sind sie nicht voll, können diese auch selbst als Versteckmöglichkeit vor Gegnern genutzt werden.
Die Möglichkeit Verkleidungen zu nutzen spielt eine große Rolle und ist eines der zentralen markierenden Stealth-Elemente der Reihe. Zu Beginn einer Mission startet man im Anzug, der jedoch den Zutritt zu vielen Gebieten verwehrt, meist ist es nur mit dem Wechsel der Kleidung möglich, dem Ziel näher zu kommen. Die Kleidung von überwältigten Gegnern kann angezogen werden, außerdem liegen in den Leveln an einigen Stellen Kleidersäcke bereit.
Ein neues Feature des Spiels ist der Bekanntheitsgrad. Erledigt man eine Mission „unsauber“, steigt der missionsübergreifende Bekanntheitsgrad an. So besteht bei einem hohen Bekanntheitsgrad die Gefahr, dass man von Personen erkannt wird, ohne eine verdächtigte Aktion ausgeführt zu haben. Nur wenn man eine Mission mit der höchsten Wertung abschließt, steigt der Bekanntheitsgrad nicht an. Vor dem Antritt einer Mission kann das verdiente Geld zum Senken des Bekanntheitsgrades benutzt werden, so können Zeugen bestochen werden oder es kann eine neue Identität angenommen werden.
Die Level in Hitman: Blood Money sind nicht linear angelegt. Bevölkert werden sie zum Großteil von Zivilisten, die Alarm schlagen, wenn sie Agent 47 bei einer verdächtigen Aktion erwischen, außerdem gibt es bewaffnete Gegner, und die eigentlichen Ziele.
Nach einer abgeschlossenen Mission erfolgt eine Bezahlung, der Betrag ist abhängig davon mit welcher Bewertung der Auftrag abgeschlossen wurde. Das verdiente Geld lässt sich einsetzen um eine Vielzahl an Waffenverbesserungen kaufen, so können Gegenstände wie Schalldämpfer, Visiere und Laser erworben werden. Zusätzlich kann man weiteres Equipment wie Schmerztabletten kaufen oder standardmäßig vorhandene Gegenstände wie den Dietrich aufbessern.

## Handlung
Der Journalist Rick Henderson wird unter Vorwand eines Interviews zum Haus des ehemaligen Direktors des FBI, Alexander Leland Cayne, eingeladen. Henderson, der hofft, ein Interview zu den jüngsten Angriffen auf das Weiße Haus oder zum Leben des ehemaligen Direktors führen zu können, wird jedoch von Cayne gebremst, der ihm offenbart, dass die Interview-Einladung nur ein Vorwand war. Ihm war es zu heikel, im Vorfeld das wahre Gesprächsthema zu nennen: Agent 47, ein genmanipulierter Attentäter, der als Auftragskiller für die International Contract Agency (ICA) arbeitet. Henderson ist davon nicht begeistert und entgegnet, dass es sich bei Agent 47, so die geläufige Meinung, lediglich um eine Großstadtlegende handelt.
Cayne versucht, Henderson von der Existenz 47s zu überzeugen, und legt ihm die Missionsberichte zweier, von Agent 47 durchgeführter Aufträge vor. Der erste Fall ist der Mord an Fernando Delgado, Besitzer eines Weingutes in Chile, welches zur Tarnung seiner Drogenherstellung existiert, und seines Sohnes, Manuel Delgado. Der zweite präsentierte Auftrag ist der Mord an Alvaro D'Alvade und Richard Delahunt, die zusammen einen Prostitutionsring in Paris betrieben haben.
Auf die Frage von Henderson, was Agent 47 so besonders macht, antwortet Cayne, er sei der „perfekte Attentäter“. Als Rick beginnt, die zahlreichen Vorteile, die die Genexperimente mit sich bringen, aufzuzählen, warnt Cayne vor einer „Diktatur der genmanipulierten Menschen“, ein Verbot der Experimente sei die einzige Möglichkeit dies zu verhindern. Überraschend verkündet Cayne, dass es ihnen bereits gelungen sei, Agent 47 zu eliminieren. Henderson ist davon nicht überzeugt und verlangt Beweise für den Tod von Agent 47, von denen Cayne verspricht, dass er sie in Kürze liefern wird. Cayne bezeichnet die Experimente als „heimtückischste Waffe aller Zeiten“. Er hofft, Hendersons Artikel wird die Meinung der Gesellschaft zu Genexperimenten positiv beeinflussen.
Währenddessen sieht sich die ICA den Angriffen des Franchise, einer rivalisierenden Gruppe von Attentätern, zu der auch Cayne gehört, ausgesetzt. In kürzester Zeit werden so sämtliche Agenten der ICA eliminiert. Diana, Kontaktperson und Auftraggeberin von Agent 47, die bei der ICA arbeitet, teilt ihm seinen letzten Auftrag mit, sagt, dass Agent 47 der letzte verbleibende Agent der ICA ist. Sie möchte nach dem Auftrag die verbliebenen Gelder der ICA zwischen ihm und ihr aufteilen. Ziel des letzten Auftrages ist die Eliminierung eines korrupten CIA-Agenten. Während des Auftrages stößt Agent 47 auf Informationen die beweisen, dass das Franchise hinter den Angriffen auf die International Contract Agency steckt.
Cayne behauptet gegenüber Henderson, Agent 47 stecke hinter einem Angriff auf das Weiße Haus mit dem Ziel, den Präsidenten auszuschalten. In Wahrheit bestand der Auftrag von Agent 47 aus der Eliminierung von Mark Parchezzi III, einem Attentäter des Franchise, und des Vize-Präsidenten, Daniel Morris. Beide arbeiten für die Geheimorganisation Alpha Zerox, die in Verbindung mit dem Franchise steht und auf ein Monopol für die Genexperimente abzielt. Geplant war, dass der Präsident bei einem Anschlag ums Leben kommt, damit der Vize-Präsident, auf den Platz des Präsidenten vorrückt und sie damit die Experimente verbieten können. Nachdem es Agent 47 gelungen ist, Attentäter und Vize-Präsident zu eliminieren, flieht er in sein Versteck. Diana gelingt es, trotz Umstellung durch Spezialeinheiten, das Versteck zu betreten und macht Agent 47 einen Vorschlag, wie er dem Franchise entkommt, doch dieser lehnt ab. In einem unbeobachteten Moment rammt Diana ihm eine Spritze in den Rücken, die scheinbar zum Tod von Agent 47 führt. Sie verlässt den Unterschlupf, der währenddessen von der Spezialeinheit gestürmt wird. Durch die scheinbare Tötung von Agent 47 hat Diana das Vertrauen Alexanders gewonnen, der sie daraufhin in die Reihen des Franchise aufnahm.
Um anderen die Möglichkeit zu nehmen, einen Menschen mittels Knochenmark von Agent 47 zu erzeugen, hat Cayne die Verbrennung des Körpers angeordnet. Diana, die neben Henderson und Cayne auch auf der Trauerfeier anwesend ist, trägt mit Hilfe ihres Lippenstiftes ein Gegengift auf und erweckt Agent 47 mit einem Kuss zum Leben. Dieser eliminiert sämtliche anwesende Personen und verlässt den Bereich.
Mit den Mitteln des Franchise baut Diana die ICA wieder auf.

## Entwicklung und Veröffentlichung
Hitman: Blood Money wurde vom Publisher Eidos Interactive am 4. November 2004 für Microsoft Windows, PlayStation 2 und Xbox angekündigt. Mitte 2005 wurde die Veröffentlichung in das Jahr 2006 verschoben. Eine Xbox-360-Version wurde am 6. April 2006 angekündigt. Hitman: Blood Money erschien am 26. Mai 2006 in Europa für Windows, PlayStation 2, Xbox und Xbox 360, die Markteinführung in Nordamerika folgte einige Tage später.
Eine spielbare Demo, die das erste Level des Spiels umfasst, wurde im Vorfeld für Windows und Xbox 360 veröffentlicht.
Das Spiel wurde als Teil der Hitman HD Trilogy am 1. Februar 2013 für Xbox 360 und PlayStation 3 veröffentlicht. Diese Kollektion, die zusätzlich die beiden Vorgänger Hitman 2: Silent Assassin und Hitman: Contracts enthält, erlaubt es nun alle drei Teile in HD zu spielen.
Seit März 2018 ist die Xbox-360-Version durch Abwärtskompatibilität auf der Xbox One spielbar.
Anfang 2019 erschien das Spiel gemeinsam mit dem Nachfolger Hitman: Absolution als Remastered-Version in der Hitman HD Enhanced Collection für PlayStation 4 und Xbox One. Neben einer optimierten Steuerung wurden verschiedene grafische Verbesserungen implementiert.
Das Spiel setzt nach Aussagen der Entwickler auf eine neu entwickelte Version der Glacier-Engine, die bereits in den Vorgängern zum Einsatz kam.

### Musik und Synchronisation
Der Hitman: Blood Money Original Soundtrack wurde von Jesper Kyd komponiert und am 30. Mai 2006 von Sumthing Else und Eidos Interactive veröffentlicht. Der Soundtrack wurde vom Budapester Symphonieorchester und dem Ungarischen Radiochor aufgeführt. Es markiert Kyds typischen dunklen Ambient-Stil und Arrangements mit den lateinischen Chorstimmen.
Der Soundtrack wurde bei den MTV Video Music Awards 2006 für den Best Video Game Score (englisch ‚beste Videospielpartitur‘) nominiert und verlor gegen The Elder Scrolls IV: Oblivion. Er wurde von IGN mit dem Preis „Xbox-Spiel des Jahres - Beste Originalpartitur“ ausgezeichnet.
| Nummer       | Titel                             | Länge |
| ------------ | --------------------------------- | ----- |
| 1.           | Apocalypse                        | 4:33  |
| 2.           | Secret Invasion                   | 5:06  |
| 3.           | Before the Storm                  | 2:40  |
| 4.           | 47 Attacks                        | 2:12  |
| 5.           | Hunter                            | 6:21  |
| 6.           | Action in Paris                   | 3:10  |
| 7.           | Amb Zone                          | 3:56  |
| 8.           | Night Time In New Orleans         | 3:17  |
| 9.           | Vegas                             | 6:28  |
| 10.          | Club Heaven                       | 5:52  |
| 11.          | Invasion on the Mississippi River | 4:15  |
| 12.          | Rocky Mountains                   | 2:41  |
| 13.          | "Day Light in New Orleans         | 4:43  |
| 14.          | Trouble in Vegas                  | 3:35  |
| 15.          | Funeral                           | 2:47  |
| 16.          | Main Title                        | 3:05  |
| Gesamtlänge: | Gesamtlänge:                      | 64:41 |

Des Weiteren ist neben den im Soundtrack enthaltenen Liedern auch eine Version von Franz Schuberts Ave Maria (oder: Ellens dritter Gesang) das von Daniel Perret und den Züricher Sängerknaben gesungen wurde und im Hauptmenü sowie in der letzten Mission, der Beerdigung von Agent 47, zu hören ist, eine Wiedergabe von Tomorrow Never Dies von Swan Lee, White Noise von The Vacation, Slasher von Institute For The Criminally Insane und Bachs Cellosuite Nr. 1 in G-Dur zu hören.
Neben Englisch wird das Spiel mit weiteren Synchronisationen, darunter Deutsch, ausgeliefert. Die Hauptfigur Agent 47 wird im Deutschen von Torsten Michaelis gesprochen, Diana von Petra Barthel.
| Charakter              | Englischer Sprecher | Deutscher Sprecher |
| ---------------------- | ------------------- | ------------------ |
| Agent 47               | David Bateson       | Torsten Michaelis  |
| Diana Burnwood         | Vivienne McKee      | Petra Barthel      |
| Alexander Leland Cayne | Robert Neches       | Hartmut Neugebauer |
| Rick Henderson         | Crispin Freeman     | Thomas Vogt        |

## Rezeption

### Rezensionen
Hitman: Blood Money erhielt von der Fachpresse fast durchgehend positive Bewertungen. Metacritic aggregiert eine Bewertung von 82 Punkten für die Windows- und Xbox-360-Version, 83 Punkte für die PlayStation-2-Version und 81 Punkte für das Spiel auf der Xbox.
IGN lobt die verbesserte Grafik und Wiederspielbarkeit der zahlreichen Level, positiv sind außerdem die zahlreichen kleinen Verbesserungen in Bereichen wie Steuerung und KI.
GameSpy lobt die fesselnde Geschichte, das neue Bekanntheitsgrad-System sei jedoch enttäuschend, da fast immer genug Geld zur Verfügung steht, um stets das Level zu minimal halten zu können und zusätzlich noch allerhand Upgrades zu erwerben, was das System eher in den Hintergrund rücken lässt.
Der Kritik zum Bekanntheitsgrad schließt sich Eurogamer an, hält dennoch, aufgrund der zum Teil signifikanten Verbesserungen gegenüber der Vorgänger, Hitman: Blood Money für den besten Teil der Hitman-Serie.
4Players hebt das Level-Design und die zahlreichen Lösungswege positiv hervor, bemängelt aber die wenigen Neuerungen zum Vorgänger und die altbackene Grafik.

### Kontroverse
Mehrere Werbungen für Hitman: Blood Money sorgten für Kontroversen wegen der Darstellung von Gewalt. Die Anzeige, die die meiste Aufmerksamkeit auf sich zog, zeigte eine Frau, die in Dessous auf einem Bett lag und scheinbar schlief, aber ein Einschussloch in der Stirn hatte. Die Beschriftung über dem Bild lautete: „Wunderschön ausgeführt ...“. Andere Anzeigen waren „Klassisch ausgeführt“, in denen ein Cellist mit einer Garrotte hingerichtet wurde, „Kalt ausgeführt“, was einen Körper in einem Gefrierschrank zeigte, und „Schockierend ausgeführt“. Darin ist eine Frau dargestellt, die von einem Toaster in einem Bad durch einen Stromschlag getötet wurde. Diese Anzeigen wurden wegen der Verharmlosung von Mord kritisiert. Ein Kommentator sagte, sie hätten einen „extrem schlechten Geschmack“.

### Verkaufszahlen
Bis Ende Juni 2006 wurden fast 1,4 Millionen Exemplare des Spiels abgesetzt.